# S-VHS-C
Az S-VHS-C (Super Video Home System - Compact) egy 1989 óta létező videókazetta formátum, a VHS-C kazetta jobb kép- és hangminőséget, és nagyobb képfelbontást produkáló változata.
Ezt a formátumot is szintén a japán JVC cég kezdte el gyártani, majd a Sony, a TDK, az ITT, a Panasonic, a Maxell, a Memorex, a Basf, és a Fujifilm cég is elkezdte gyártani ezt a formátumot, a JVC-vel kötött szerződés után, hasonlóan a VHS-C-hez.

## A formátum előnyei
- Lassabban kopik a mágnesszalag lejátszáskor
- Sokkal jobb képminőség és hangminőség a VHS-C-vel szemben
- Az S-VHS-C analóg camcorderrel a videókazettára rögzített videófelvételek "S-VHS-C to Full S-VHS" adapterkazetta segítségével lejátszhatóak bármilyen S-VHS asztali videómagnóban, hasonlóan a VHS-C videókazettához.
- Kis méretű, praktikus, kompakt, mint a sima VHS-C
- Az S-VHS camcorderek kompatibilisek a normál VHS-C  formátummal is"S-VHS to Full S-VHS" adapterkazetta, valamint a hozzá való S-VHS-C videókazetta.

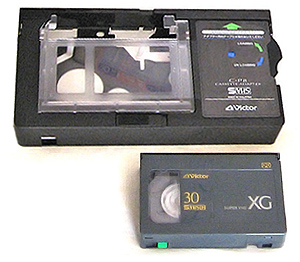
"S-VHS to Full S-VHS" adapterkazetta, valamint a hozzá való S-VHS-C videókazetta.

## A formátum hátrányai
- Az S-VHS-C videokamerák csak visszafelé kompatibilisek, tehát VHS-C és S-VHS-C videókazettával még kompatibilisek, de W-VHS-C és D-VHS-C videókazetták tartalmát már nem tudják lejátszani, vagy új videót rögzíteni a régi videó helyére.
- Érzékeny a mágnesességre
- Normál VHS-C camcorderrel nem lehet videót rögzíteni rá, vagy lejátszani a kazettán lévő jelenlegi videót, mivel az ilyen camcorderek csak VHS-C-vel kompatibilisek

## S-VHS-C camcorderek működési elve
Az S-VHS-C camcorderekben szintén kisebb videofejdobot alkalmaznak a gyártók (62 mm átmérőjű fejdob helyett 41,3 mm-és átmérőjű fejdob alkalmazása), hogy kis méretűek legyenek a kamerák. A fejdobban szintén 270° távolság van a videofejek között. Általában ezek a camcorderek 7 videofejesek, mint ahogyan az asztali, normál S-VHS videómagnók is, 4 fej az SP/LP/EP felvételt/lejátszást végzi, 2 fej az FM HiFi Stereo hangért felel, a hetedik fej pedig egy ún. "repülő" fej, amely a sokkal pontosabb képkockánkénti illesztést végzi, hogy ne történjen képkimaradás. Ez a formátum - hasonlóan a VHS-C-hez, a VHS-hez, a W-VHS-hez, a W-VHS-C-hez, az S-VHS-hez, a D-VHS-hez, valamint a D-VHS-C-hez - nem használ ún. "biztonsági" sávot, hanem azimuth alapú lejátszást/videorögzítést alkalmaz, a képáthallás elkerülése érdekében.

## Műszaki adatok, specifikációk[2]
- Szalag szélessége: 12,70 mm (1/2 inch)
- Szalag haladási sebessége: PAL/SECAM/MESECAM rendszerben 2,339 cm/s, NTSC rendszerben pedig 3,335 cm/s
- Típus: mágnesszalagos adattároló
- Színnormák: PAL, NTSC, SECAM, MESECAM
- Játékidők: 30 perc, 45 perc, 60 perc
- Lejátszási módok: SP (Standard Play), LP (Long Play, EP/SLP (Extended Play/Super Play)
- Fejdob átmérője: 41,3 mm
- Hang: FM HiFi Stereo
- Képfelbontás: 400 sor (vízszintes)